# Ростов на Дону
Ростов на Дону (рус. Ростов-на-Дону) град је у Русији и административно седиште Ростовске области. Налази се на југу земље, 46 километара од ушћа Дона у Азовско море. Удаљен је од Москве 1226 километара. Ростов је један од највећих градова европског дела Русије и познат је под именом „врата Кавказа”. Према попису становништва из 2010. у граду је живело 1.089.851 становника.

## Историја

### Оснивање до почетка 20. века
Од давнина, подручје око ушћа реке Дон има културни и комерцијални значај. Стари староседеоци укључивали су скитска и сарматска племена. То су била места као што је Танаис, древне грчке колоније, тврђава Тана под Ђеновљанима и тврђава Азак у време Османског царства.
Године 1749. на реци Темерник, притоци Дона, по указу царице Елизабете, кћерке Петра Великог, основана је царинарница ради контроле трговине са Османским царством. Био је заједно са тврђавом названом по Димитрију Ростовском, митрополиту старог северног града Великог Ростова. Азов, град ближи Азовском мору, постепено је изгубио комерцијални значај у региону због нове тврђаве.
Године 1756. основано је „Руско трговачко и трговачко друштво Цариградско“ у „трговачком насељу“ (Купеческаја слобода) на високој обали Дона. Крајем осамнаестог века, укључивањем претходно османских црноморских територија у састав Руског царства, насеље је изгубило велики део своје војно-стратешке важности као гранична станица.
Године 1796. насеље је издато и 1797. постаје седиште Ростовског ујезда у оквиру Новоросијске губерније. Године 1806. званично је преименован у Ростов на Дону. Током 19. века, због својих речних веза са унутрашњошћу Русије, Ростов се развио у велики трговачки центар и чвориште комуникација. Железничка веза са Харковом завршена је 1870. године, са даљим везама 1871. са Вороњежом и 1875. са Владикавказом.
Упоредо са побољшањима у комуникацијама, развијала се тешка индустрија. Угаљ из Доњецког басена и руда гвожђа из Кривог Рога подржали су оснивање ливнице гвожђа 1846. Године 1859. почела је производња пумпи и парних котлова. Индустријски раст је био праћен брзим порастом становништва, са 119.500 становника регистрованих у Ростову до краја деветнаестог века, заједно са приближно 140 индустријских предузећа. Лука је била једно од највећих трговачких чворишта у јужној Русији, посебно за извоз пшеница, дрво, и гвоздене руде.
Године 1779. Ростов на Дону се повезао са насељем јерменских избеглица са Крима, Нахичеваном на Дону. Два насеља била су одвојена житницама. Године 1928. ова два насеља су спојена. Некадашња граница града лежи испод Театралног трга у центру Ростова на Дону. До 1928. године, након припајања суседног града Нахичевана на Дону, Ростов је постао трећи по величини град у Русији.
Почетком 20. века, епидемије колере током летњих месеци нису биле ретке.

### 20, век
Током Првог светског рата Ростов на Дону је накратко био окупиран од стране Немаца и Аустријанаца, током 1918.
Током грађанског рата у Русији, Бели и Црвени су се борили у Ростову на Дону, тада највише индустријализованом граду јужне Русије. До 1928. године, регионална влада се преселила из старе козачке престонице Новочеркаска у Ростов на Дону.
У совјетским годинама, бољшевици су срушили две главне знаменитости Ростова на Дону: Катедралу Светог Александра Невског (1908) и Катедралу Светог Ђорђа (1783–1807).
Током Другог светског рата, немачке снаге су окупирале Ростов на Дону, прво од 19/20. новембра 1941. до 2. децембра 1941., након напада немачке Прве тенковске армије у бици код Ростова а затим седам месеци од 23. јула 1942. до 14. фебруара 1943. Град је био од стратешког значаја као железнички чвор и речна лука која је излазила на Кавказ, регион богат нафтом и минералима. Било је потребно десет година да се град обнови од оштећења током Другог светског рата.
Године 1942. немачка војска је масакрирала до 30.000 руских Јевреја у Ростову на Дону на месту званом Змијевскаја Балка.

### Модерни период
У 2018. Ростов на Дону је био домаћин неколико мечева Светског првенства у фудбалу.
24. јуна 2023. Вагнер група је заузела град у циљу оружане побуне против режима Владимира Путина.

## Географија
Ростов на Дону се налази у југоисточном делу Источноевропске низије. Град највећим делом лежи на десној обали реке Дон, док су на левој обали нека индустријска постројења и места за забаву (види. Левбердон). Југозападна периферија града граничи се са делтом реке Дон. Мало више од четрдесет километара раздваја град са Азовским морем, Ростов на тај начин има приступ пет морима: Азовском, Каспијском, Црном, Балтичком и Белом.

### Клима
Академик Алберт Пари, рођен 1901. у Ростову на Дону, писао је о летима свог детињства:
Било је спарних дана месинганог сунца, али и прохладних вечери на балконима окренутим према реци Дон, са благим сјајем самовара на ћумуру, са зрелим трешњама које смо згњечили кашичицом о дно и ивице шоље врелог чаја.
У Ростову на Дону влада умереноконтинентална клима (Кепен: Dfa). Зима је умерено хладна, са просечном јануарском температуром од −3,0 °C (26,6 °F). Најнижа забележена температура од −31,9 °C (−25,4 °F) десила се у јануару 1940.
Лета су топла и влажна; Јулске температуре у просеку 23,4 °C (74,1 °F). Највиша забележена температура у граду од 40,2 °C (104,4 °F) забележена је 7. јула 2020. Просечна годишња количина падавина је 643 милиметра, просечна брзина ветра је 2,7 м/с, а просечна влажност ваздуха је 72%.
| Клима Ростов на Дону (1991–2020, екстреми 1881–данас) | Клима Ростов на Дону (1991–2020, екстреми 1881–данас) | Клима Ростов на Дону (1991–2020, екстреми 1881–данас) | Клима Ростов на Дону (1991–2020, екстреми 1881–данас) | Клима Ростов на Дону (1991–2020, екстреми 1881–данас) | Клима Ростов на Дону (1991–2020, екстреми 1881–данас) | Клима Ростов на Дону (1991–2020, екстреми 1881–данас) | Клима Ростов на Дону (1991–2020, екстреми 1881–данас) | Клима Ростов на Дону (1991–2020, екстреми 1881–данас) | Клима Ростов на Дону (1991–2020, екстреми 1881–данас) | Клима Ростов на Дону (1991–2020, екстреми 1881–данас) | Клима Ростов на Дону (1991–2020, екстреми 1881–данас) | Клима Ростов на Дону (1991–2020, екстреми 1881–данас) | Клима Ростов на Дону (1991–2020, екстреми 1881–данас) |
| Показатељ \ Месец                                     | .Јан.                                                 | .Феб.                                                 | .Мар.                                                 | .Апр.                                                 | .Мај.                                                 | .Јун.                                                 | .Јул.                                                 | .Авг.                                                 | .Сеп.                                                 | .Окт.                                                 | .Нов.                                                 | .Дец.                                                 | .Год.                                                 |
| ----------------------------------------------------- | ----------------------------------------------------- | ----------------------------------------------------- | ----------------------------------------------------- | ----------------------------------------------------- | ----------------------------------------------------- | ----------------------------------------------------- | ----------------------------------------------------- | ----------------------------------------------------- | ----------------------------------------------------- | ----------------------------------------------------- | ----------------------------------------------------- | ----------------------------------------------------- | ----------------------------------------------------- |
| Апсолутни максимум, °C (°F)                           | 15,0 (59)                                             | 19,8 (67,6)                                           | 26,0 (78,8)                                           | 33,6 (92,5)                                           | 35,6 (96,1)                                           | 38,4 (101,1)                                          | 40,2 (104,4)                                          | 40,1 (104,2)                                          | 38,1 (100,6)                                          | 31,0 (87,8)                                           | 23,1 (73,6)                                           | 18,5 (65,3)                                           | 40,2 (104,4)                                          |
| Максимум, °C (°F)                                     | −0,1 (31,8)                                           | 1,2 (34,2)                                            | 7,8 (46)                                              | 16,7 (62,1)                                           | 22,9 (73,2)                                           | 27,5 (81,5)                                           | 30,2 (86,4)                                           | 29,6 (85,3)                                           | 23,1 (73,6)                                           | 15,2 (59,4)                                           | 6,6 (43,9)                                            | 1,4 (34,5)                                            | 15,2 (59,4)                                           |
| Просек, °C (°F)                                       | −3,0 (26,6)                                           | −2,3 (27,9)                                           | 3,1 (37,6)                                            | 10,8 (51,4)                                           | 17,0 (62,6)                                           | 21,6 (70,9)                                           | 24,0 (75,2)                                           | 23,3 (73,9)                                           | 17,1 (62,8)                                           | 10,3 (50,5)                                           | 3,1 (37,6)                                            | −1,3 (29,7)                                           | 10,3 (50,5)                                           |
| Минимум, °C (°F)                                      | −5,2 (22,6)                                           | −5,0 (23)                                             | −0,3 (31,5)                                           | 6,1 (43)                                              | 11,3 (52,3)                                           | 15,7 (60,3)                                           | 17,9 (64,2)                                           | 17,5 (63,5)                                           | 12,1 (53,8)                                           | 6,5 (43,7)                                            | 0,4 (32,7)                                            | −3,6 (25,5)                                           | 6,1 (43)                                              |
| Апсолутни минимум, °C (°F)                            | −31,9 (−25,4)                                         | −30,9 (−23,6)                                         | −28,1 (−18,6)                                         | −10,4 (13,3)                                          | −4,3 (24,3)                                           | −0,1 (31,8)                                           | 7,6 (45,7)                                            | 2,6 (36,7)                                            | −4,6 (23,7)                                           | −10,4 (13,3)                                          | −25,1 (−13,2)                                         | −28,5 (−19,3)                                         | −31,9 (−25,4)                                         |
| Количина падавина, mm (in)                            | 58 (2,28)                                             | 48 (1,89)                                             | 50 (1,97)                                             | 38 (1,5)                                              | 58 (2,28)                                             | 59 (2,32)                                             | 50 (1,97)                                             | 43 (1,69)                                             | 43 (1,69)                                             | 48 (1,89)                                             | 51 (2,01)                                             | 58 (2,28)                                             | 604 (23,78)                                           |
| Дани са кишом                                         | 11                                                    | 10                                                    | 12                                                    | 13                                                    | 14                                                    | 13                                                    | 11                                                    | 9                                                     | 10                                                    | 11                                                    | 15                                                    | 13                                                    | 142                                                   |
| Дани са снегом                                        | 16                                                    | 15                                                    | 9                                                     | 1                                                     | 0,1                                                   | 0                                                     | 0                                                     | 0                                                     | 0                                                     | 1                                                     | 6                                                     | 14                                                    | 62                                                    |
| Релативна влажност, %                                 | 84                                                    | 81                                                    | 76                                                    | 66                                                    | 63                                                    | 64                                                    | 61                                                    | 59                                                    | 67                                                    | 75                                                    | 84                                                    | 86                                                    | 72                                                    |
| Сунчани сати — месечни просек                         | 64                                                    | 82                                                    | 128                                                   | 189                                                   | 265                                                   | 286                                                   | 314                                                   | 293                                                   | 240                                                   | 159                                                   | 64                                                    | 38                                                    | 2.122                                                 |
| Извор #1: Pogoda.ru.net                               |                                                       |                                                       |                                                       |                                                       |                                                       |                                                       |                                                       |                                                       |                                                       |                                                       |                                                       |                                                       |                                                       |
| Извор #2: НОАА (1961–1990)                            |                                                       |                                                       |                                                       |                                                       |                                                       |                                                       |                                                       |                                                       |                                                       |                                                       |                                                       |                                                       |                                                       |

## Демографија
На попису из 2010. године Ростов на Дону је имао 1.089.261 становника, што га чини десетим градом по броју становника у Русији.
| 1811      | 1840      | 1897      | 1926      | 1956      | 1967      | 1982      | 1990      | 1995      |
| --------- | --------- | --------- | --------- | --------- | --------- | --------- | --------- | --------- |
| 4,000     | 12,600    | 119,500   | 327,700   | 552,000   | 757,000   | 966,000   | 1,013,300 | 1,026,000 |
| 2002      | 2006      | 2010      | 2012      | 2013      | 2014      | 2015      | 2017      | 2021      |
| 1,068,000 | 1,054,900 | 1,089,900 | 1,099,500 | 1,103,700 | 1,109,800 | 1,115,000 | 1,125,000 | 1,137,704 |

У време званичног пописа 2010. године, етнички састав градског становништва чија је национална припадност била позната (1.066.523) је била:
| Етничка припадност | Популација | Проценат |
| ------------------ | ---------- | -------- |
| Руси               | 960,883    | 90.1%    |
| Јермени            | 41,553     | 3.4%     |
| Украјинци          | 16,249     | 1.5%     |
| Азери              | 6,739      | 0.6%     |
| Татари             | 5,291      | 0.5%     |
| Грузини            | 3,960      | 0.4%     |
| Белоруси           | 2,874      | 0.3%     |
| Корејци            | 2,792      | 0.3%     |
| Други              | 26,182     | 2.5%     |

## Влада
У оквиру административне поделе, укључен је као "Ростов на Дону урбани округ"— административна јединица са статусом једнаким статусу округа. Као општинска јединица, ова административна јединица има и статус градског округа.

### Градске четврти
Ростов на Дону је подељен на осам градских округа:
| Број | Градски округ  | Становништво |
| ---- | -------------- | ------------ |
| 1    | Ворошиловски   | 213.802      |
| 2    | Железнодорожњи | 102.044      |
| 3    | Кировски       | 65.322       |
| 4    | Лењински       | 80.240       |
| 5    | Октјабарски    | 165.874      |
| 6    | Первомајски    | 180.061      |
| 7    | Пролетарски    | 120.665      |
| 8    | Советски       | 175.725      |

## Симболи
У децембру 1996. Ростов на Дону је усвојио грб, заставу и градоначелнички украс. Први грб Ростова на Дону дизајниран је 1811. године и одобрен од стране цара. Године 1904. извршене су неке промене. Једна трајна уљана слика грба чува се у регионалном завичајном музеју, али је њена тачност и аутентичност неизвесна. У јуну 1996. године, Градска дума Ростова на Дону усвојила је варијанту грба у којој кула представља тврђаву Светог Димитрија Ростовског. Древно руско оружје говори о улози Ростова у одбрани руских граница. Грб се налази на градоначелничком украсу, али све друге случајеве његове употребе прво разматра а потом одобрава Градска дума.

### Застава
Заставу Ростова на Дону одобрила је Дума 20. септембра 1864. Под овом заставом су крајем 19. и почетком 20. века подигнути домобрански пукови који су бранили јужне границе Русије. "Застава Ростова " се чува у згради градске општине под стаклом. Њена дужина је 1.370 милиметара (54 инча), а ширина 850 милиметара (33 инча). Заставу из зграде износи почасна гарда само на Дан победе и Дан Ростова на Дону.
Године 1870. уведен је градоначелнички украс овалног облика од племенитог или полуплеменитог белог метала. На предњој страни је написано "Ростов на Дону" на врху, грб Ростова на Дону је у средини и натпис "Градоначелник града" на дну. На његовој полеђини уписан је дан доношења, 9. април 1996. године. Украс се носи преко одела на великом ланцу. Градоначелник враћа одликовање Думи по његовом или њеном пензионисању са функције.
Грб Донске области уведен је 5 (18. јула) 1878. Застава Велике Донске војске уведена је маја 1918. на "Круг Донског спасења".

## Одликовања
- Децембар 1970.: Орден Лењина
- 1982: Орден Отаџбинског рата 1.-ог реда
- 2008: Град војничке славе[15]

## Привреда
Данас је Ростов политички, културни и привредни центар јужне Русије. То је град који се у посткомунистичким временима брзо развија.
Повољан географски положај Ростова је на раскрсници трговине која промовише економски развој. Река Дон је велика трака која повезује Русију југозападно са севера. Ростов на Дону је лука за трговање за руске, италијанске, грчке и турске трговце који продају вуну, пшеницу и уља. То је такође важна лука реке за путнике и туристе. Ростов на Дону који је претежно пољопривредни регион даје трећину руског биљног уља од сунцокрета.
Најважнија индустријска грана у граду је прерада дрвета, хемијска и електротехничка индустрија. Земља око Ростова изузетно је плодна, тако да из тог краја стиже много прехрамбених производа. Такође, познати су и рудници каменог угља, једни од највећих у Русији.

### Перспектива
Повољан географски положај Ростова на трговачкој раскрсници промовише економски развој. Река Дон је главни бродски пут који повезује југозападну Русију са севером. Ростов на Дону је трговачка лука за руске, италијанске, грчке и турске трговце који продају, на пример, вуну, пшеницу и уље. Такође је важна речна лука за путнике. Пољопривредна област Ростов на Дону производи једну трећину руског биљног уља од сунцокрета.

### Канал Волга–Дон
Изградњом бродског канала Волга-Дон 1952. године, Ростов на Дону је постао познат као "лука пет мора" (до које се може доћи из Црног, Азовског, Каспијског, Белог и Балтичког мора).

### Модерна индустрија
У савремено доба, Ростов на Дону је доживео привредни раст. Бројне старт-ап компаније су основале представништва у граду, средњи приходи се повећавају, а град се трансформише у модерно, индустријско и технолошки богато чвориште. На пример, Ростов на Дону је центар за производњу хеликоптера и пољопривредних машина. Инжењерска компанија "Тебодин" отворила је своју четврту канцеларију у Ростову на Дону јуна 2010.

### Транспорт
Јавни превоз у Ростову на Дону укључује аутобусе, тролејбусе, трамваје и маршрутке (рутирани минибус, обично Мерцедес Спринтер са 17 путника). Ростовски метро је планиран почетком 90-их и касније 2000-их и 2010-их. Крајем 2021. године Влада Ростовске области и компанија Синара потписали су уговор о изградњи брзих трамвајских пруга у Ростову на Дону на основу концесије. То се догодило на међународном форуму Транспорт Вик 2021 у Москви. Потписивањем овог споразума, регионална влада је ставила тачку на идеју развоја метроа у граду у корист трамваја.
Аеродром Ростов на Дону служи за домаћа путовања, као и летове за и из бивше ЗНД, Европе, Африке и Азије. Његов "IATA" код је "ROV". Донавиа ерлајнс (раније "Аерофлот Дон") има седиште у Ростову на Дону. Војни аеродром Батајск (који се налази 8,0 km (5,0 mi) северозападно од центра града) могао би да се развије у ново аеродромско чвориште за јужну Русију. Аеродром Ростов на Дону-Платов отворен је крајем 2017. године у оквиру припрема за Светско првенство у фудбалу 2018..
Међународна речна лука специјализована је за паковање и транспорт минерала и дрвета. Информације о отпреми се објављују на мрежи.
Главне железничке станице у Ростову на Дону су "Ростов-Главни" и "Ростов-Пригородни". Железничка пруга "Санкт Петербург-Ростов-Кавказ" прелази преко територије Ростова на Дону. У Ростову на Дону је зграда Севернокавкаске железничке управе.
Неколико аутопутева федералног и регионалног значаја пресеца Ростов. Траса М-4 "Дон" пролази поред Ростова на истоку и прелази реку Дон у области града Аксаја. "Ростов-Новошахтинск" почиње од области северног стамбеног блока града који иде на север да би се повезао са рутом М-4 "Дон" између Шахтија и Новошахтинска.
- Нови ЛиАЗ-5292 бусеви
- АКСМ-321 нископодни тролејбус
- КТМ-19 трамвај

### Велики Ростов суперград
Министарство регионалног развоја Русије припремило је програм за стварање осам мултимилионских конгломератних насељених центара или 'супер градова'. Ростовска област ће бити једна од њих. Метрополитанско подручје "Великог Ростова" обухватаће градове Ростов на Дону, Новочеркаск, Таганрог, Аксај, Батајск и Азов.

### Комуникације
Године 1929. у Ростову на Дону је почела са радом прва аутоматска телефонска централа у Русији са капацитетом од 6.000 бројева. Од 2004. стандардни телефонски бројеви у Ростову на Дону имају седам цифара. Од 2009. године градски бројеви почињу са "2". Позивни број града је "863".

## Образовање
Ростов на Дону је домаћин високошколских установа, укључујући универзитете, академије, средње школе стручне обуке укључујући факултете, техничке школе, специјализоване школе, и основне школе стручне обуке укључујући лицеје, стручне школе и општеобразовне школе.
Највеће образовне установе града укључују:
- Јужни федерални универзитет[32]
- Донски државни технолошки универзитет
- Ростовски државни економски универзитет
- Ростовски државни универзитет за саобраћајне путеве (Универзитет железничких инжењера)
- Ростовски државни универзитет грађевинарства
- Ростовски државни медицински универзитет
- Ростов државни конзерваторијум назван по Сергеју Рахмањинову
- Огранак Московске државне академије Ф.Ф. Ушаков
- Верски колеџ Ростовске епархије
- Ростовски институт за заступање предузетника
- Ростовски институт за стране језике
- Ростовски међународни институт за економију и менаџмент
- Ростовски правни институт Министарства унутрашњих послова Руске Федерације
- Ростовски институт за физичку обуку и спорт (огранак Кубанског државног универзитета за физичку обуку, спорт и туризам)
- Ростовски социјално-економски институт
- Ростовски огранак Московског института за економију, менаџмент и право
- Јужно-руски институт за хуманистичке науке
- Северно-кавкаска академија јавних служби
- Северно-кавкаски институт за антропологију и примењену психологију
- Савремени универзитет за хуманистичке науке
- Руски државни универзитет за трговину и привреду
- Институт за менаџмент, пословање и право
- Ростовски правни институт Руске правне академије Руске Федерације
- Ростовска државна академија архитектуре и уметности
- Ростовски колеџ уметности М.Б. Греков

Ту су и француски културни центар ("Алианс Франсез"), Британски савет и немачки Гете институт (ДААД и Бош фондација), и Корејски културни центар.
|                             |                                         |                                       |
| Јужни федерални универзитет | Ростовски државни економски универзитет | Донски државни технолошки универзитет |

## Култура
Најупадљивије архитектонско обележје централног дела града је Катедрала Рођења Богородице (1860–1887), коју је пројектовао Константин Тон.

### Библиотеке
Библиотеке Ростова на Дону укључују:
- Донска државна јавна библиотека
- Централна библиотека Максим Горки,
- Регионална дечја библиотека В.М. Величкина
- Ростовска регионална специјална библиотека за слепе
- Научна библиотека Медицинског универзитета
- Централна државна дечја библиотека Лењин
- Дечја библиотека А.С. Пушкин
- Дечја библиотека Мајаковски
- Јужноруска донска државна јавна библиотека

### Позоришта
У Академском драмском позоришту по имену Максим Горки ради Михаил Бушнов, који је национални уметник СССР-а и почасни грађанин Ростова на Дону.
- Академско драмско позориште Максим Горки
- Ростовско државно позориште лутака
- Ростовско регионално академско позориште младих
- Ростовско музичко позориште
- Филхармонијски центар
- Позориште 18+
- Џез центар Ким Назаретов

### Музеји
У малим збиркама Уметничке галерије и Музеја уметности налазе се дела Репина, Сурикова, Перова, Левитана, Ајвазовског, као и савремених ростовских уметника.
- Завичајни музеј
- Ростовски регионални музеј лепих уметности
- Музеј лепих уметности Дмитровскаја
- Музеј руско-јерменског пријатељства
- Пионирски и железнички музеј и Дечја железница

### Остали објекти
Остали садржаји укључују седам стадиона, Палату спортова, циркус, зоолошки врт ботаничке баште и паркове. Ростов на Дону је домаћин Севернокавкаског научног центра и истраживачких института. У граду се налази и ланац Старбакс кафића, што је права реткост у овој географској области Русије.

### Религија
У Ростову се налази Управа Ростовско-новочеркаске епархије Руске православне цркве. Остали верски објекти у Ростову на Дону су римокатоличка "Црква Вечере Господње", староверски' храм, синагога, џамија и Будистички центар Дијамантског пута Карма Кагју традиције. У граду постоји и неколико јерменских и грчких православних цркава, а једна од јерменских цркава је најстарија постојећа зграда у Ростову. Све јерменске цркве налазе се у градском округу Нахичеван на Дону.

### Руске православне цркве
- Црква Покрова Пресвете Богородице
- Благовештенска грчка православна црква (припада Московском патријархату)
- Црква Свете Александре
- Црква Вазнесења Господњег
- Катедрала Рођења Пресвете Богородице
- Црква Светог Јована Кронштатског, Ростов на Дону

### Староверскецркве
- Староверска катедрала Покровски

### Јерменска апостолска црква
- Црква Васкрсења, Ростов на Дону

### Синагоге
Види још Историја Јевреја у Русији
- Синагога војника, тренутно дом ростовске јеврејске заједнице и једина активна синагога у Ростову на Дону[40]
- Главна хорска синагога, више није у активној употреби као синагога
- Синагога занатлија, уништена у пожару током Другог светског рата, некада се налазила у улици Станиславског 106[41][42]

### Џамије
- Ростовска катедрална џамија

### Галерија
- Јерменска апостолска црква Светог крста (саграђена 1792)
- Православна црква Великомученика Пантелејмона
- Православна црква Светог Димитрија Ростовског
- Православна црква Светог Ђорђа
- Православна црква Покрова Пресвете Богородице
- Ростовска катедрална џамија

### Медији
Изградња Ростовског ТВ центра почела је 1956. године и завршена је 26. априла 1958. Први телевизијски програм емитован је 30. априла 1958. Телевизија у боји је први пут емитована 1974. Радио пренос је почео у Ростову на Дону 17. октобра 1975. Године 2009. постојало је четрнаест ФМ радио станица у Ростову на Дону.

## Спорт
Ростов на Дону је био један од градова домаћина Светског првенства у фудбалу 2018.
| Клуб               | Спорт         | Основан | Тренутна лига                | Лига ранг | Стадион          |
| ------------------ | ------------- | ------- | ---------------------------- | --------- | ---------------- |
| ФК Ростов          | Фудбал        | 1930    | Премијер лига Русије         | 1.        | Ростов арена     |
| СКА Ростов на Дону | Фудбал        | 1937    | Професионална фудбалска лига | 3.        | СКА СКВО стадион |
| ЖКК Ростов на Дону | Кошарка       | 2006    | Суперлига у кошарци за жене  | 2.        | Експрес ЦСЦ      |
| ЖРК Ростов Дон     | Рукомет       | 1965    | Суперлига у рукомету за жене | 1.        | Палата спортова  |
| ХК Ростов          | Хокеј на леду | 2004    | Друга хокејашка лига         | 2.        | Палата спортова  |

### Светско првенство у фудбалу 2018. у Ростову на Дону
Године 2018. Ростов на Дону је био један од руских градова домаћина Светског првенства у фудбалу 2018. Ростов арена са капацитетом од 45.000 гледалаца изграђена је на левој обали реке Дон, лево од излаза из града преко Ворошиловског моста. Стадион је био домаћин 5 утакмица ФИФА Светског првенства.
- 17. јун 21:00, Бразил — Швајцарска, Група Е
- 20. јун 18:00, Уругвај — Саудијска Арабија, Група А
- 23. јун 18:00, Јужна Кореја — Мексико, Група Ф
- 26. јун 21:00, Исланд — Хрватска, Група Д
- 2. јул 21:00, Белгија — Јапан, Шеснаестина финала

Током Светског првенства у фудбалу, Театрална трг је служио као место одржавања ФИФА Фан Фест-а. Посебно уређен простор имао је капацитет од 25.000 људи. Навијачи су могли да гледају све утакмице Светског првенства на великом екрану. Место су опслуживале продавнице хране и имало је неколико зона за забаву. У припреми за Светско првенство у фудбалу, град је спровео велики развојни програм. Осим новог стадиона, град је изградио и камп за навијаче који долазе на Светско првенство, јужну и западну обилазницу и нове хотеле. Изведени су радови на реконструкцији мостног прелаза преко реке Дон (проширење саобраћајнице на 6 трака), низа здравствених установа и насипа. Изграђен је нови аеродром Јужни.

## Познати људи
Међу познатим личностима су балерина Олга Спесивцева, генерал Александар Суворов, гимнастичарка Јелена Продунова, ритмичка гимнастичарка Јулија Белокобилскаја, серијски убица Андреј Чикатило (1936–1994), Александар Печерски (1909–1990) вођа побуњеника у логору Собибор, и Марија Харенкова ритмичка гимнастичарка.

### Писци и песници
Међу писцима који су боравили у Ростову на Дону су Антон Чехов, Михаил Шолохов, Закруткин, Фадејев, Сафронов, Калињин, Александар Пушкин, Максим Горки, Сергеј Јесењин, Шушаник Кургињан, Алексеј Толстој, Александар Солжењицин, Јуриј Жданов и Микаел Набалдијан. Након посете Ростову 1831. године, Пушкин је објавио своју песму „Дон”. Споменик Пушкину на Булевару Пушкина посвећен је овим догађајима. Максим Горки, у младости је радио као докер у Ростову на Дону. Вера Панова (1905–1973) је била писац из совјетског доба. Модерна ера укључује имена као што су Данил Корезки и Тони Вилгоцки. Градске власти планирају споменик Александру Солжењицину, који је у граду живео 18 година и студирао математику на Ростовском универзитету. Споменик Антону Чехову подигнут је 2010. године.

### Музичари, композитори и певачи
Међу музичарима из Ростова на Дону су виолиниста Ефрем Зимбалист, Заславски, Ким Назаретов, Модест Мусоргски, композитори Андреј Пашченко (1885–1972), и Зинаида Петровна Зиберова (рођена 1909), поп певачица Ирина Алегрова (1952), Јуриј Башмет, Сергеј Владимирович Родионов, Ева Ривас (1987), Михаил Пунтов (1995), пост-панк рок бенд Моторама, репер Баста и реп бенд Каста.

### Архитекте и уметници
Архитекте и уметници који су боравили у граду су Јевгениј Вучетић, Сејран Хатламаџјан, Наталија Дурицкаја, Мартирос Сарјан (1880–1972), Роман Чатов (1900–1987), Леонид Еберг (1882–1954), Лев Еберг (1907–1982).

### Научници и авантуристи
Међу научницима и истраживачима су доктори Н. Богораз и С. Федосов, научници Дмитриј Мендељејев, А. С. Попов, И. П. Павлов, Георгиј Седов истраживач Арктичког мора, Јаков Иљич Френкел (1894–1952) теоријски физичар, Свјатослав Фјодоров (1927–2000) офталмолог, Сабина Шпилрајн (1885–1942) психоаналитичар, Јуриј Колакович Оганесјан (нуклеарни физичар по коме је оганесон добио име (елемент 118)).

## Партнерски градови
- Дортмунд
- Гера
- Волос
- Глазгов
- Ле Ман
- Мобил
- Кајани
- Плевен
- Шеонгју
- Јереван
- Анталија
- Одеса
- Доњецк
- Орал
- Луганск
- Гомељ

## Галерија
- Галерија слика Ростова на Дону
- Река Дон и стари Ворошиловски мост
- Лева обала реке Дон
- Река Дон
- Ростов на Дону ноћу
- Ворошиловски мост ноћу
- Баржа на Дону
- Зграда у Ростову на Дону
- Зграда у Ростову на Дону
- Зграда у Ростову на Дону
- Парк Петровског причала
- Зграда у Ростову на Дону
- Позориште Максим Горки
- Циркус
- Зграда у Ростову на Дону
- Горки парк
- Поглед из ваздуха на Ростов ноћу
- Железнички мост преко Дона ноћу
- Ростовски козаци